# Tallon Griekspoor
Tallon Griekspoor (Haarlem, 2 luglio 1996) è un tennista olandese.
Nel circuito maggiore ha vinto tre titoli in singolare e due in doppio, vanta inoltre diversi titoli nei circuiti minori. I suoi migliori ranking ATP sono il 21º posto in singolare del novembre 2023 e il 61º in doppio del giugno 2024. Nel 2019 ha esordito nella squadra olandese di Coppa Davis con cui ha raggiunto la finale nell’edizione 2024.

## Carriera

### Tra gli juniores
Gioca nel circuito juniores ITF dal 2010 al 2014 vincendo il J4 di Doha nel marzo 2013 e non andando oltre il 127º posto nel ranking mondiale di categoria.

### 2014-2016, inizi tra i professionisti e primi titoli ITF
Fa il suo esordio tra i professionisti in un torneo di doppio ITF Futures nel giugno 2014 e il mese dopo gioca il primo torneo in singolare. Ad agosto alza il primo trofeo vincendo il torneo di doppio all'ITF Futures Belgium F3 in coppia con il fratello Scott. Nel febbraio 2015 disputa il primo incontro in un torneo Challenger. Il secondo titolo in doppio arriva in agosto all'ITF Finland F1, dove gioca anche la prima finale in singolare. Nel luglio 2016 si spinge fino ai quarti nel Challenger The Hague Open dopo aver sconfitto per la prima volta un top 100 del ranking, il nº 91 Facundo Bagnis. Nello stesso torneo gioca con Tim van Rijthoven la finale in doppio e vengono sconfitti al terzo set da Wesley Koolhof / Matwé Middelkoop, risultato che lo proietta al 287º posto nel ranking di specialità. Ad agosto vince il primo torneo in singolare sconfiggendo il francese Thomas Bréchemier nella finale del Futures Belgium F10. Chiude la stagione dopo aver conquistato in totale due titoli in singolare e tre in doppio.

### 2017-2018, vittoria su Wawrinka, primo titolo Challenger e top 200
Nel febbraio 2017 fa il suo debutto nel circuito maggiore al torneo ATP 500 di Rotterdam e viene sconfitto in due set da Gilles Müller. Prosegue l'attività nei tornei Futures vincendo diversi titoli, mentre nel circuito Challenger non va oltre la semifinale in singolare giocata in settembre ad Alphen aan den Rijn. Nel febbraio 2018 entra con un'altra wild card nel torneo ATP di Rotterdam e al primo turno sconfigge in tre set il nº 13 del mondo Stan Wawrinka per poi essere eliminato al secondo turno. In aprile disputa il suo ultimo torneo ITF dopo aver vinto nella categoria sette titoli in singolare e sette in doppio. In luglio vince il suo primo torneo Challenger a Tampere battendo in finale Juan Ignacio Londero in tre set e fa il suo ingresso nella top 200, al 181º posto.

### 2019, esordio in Coppa Davis, un titolo Challenger

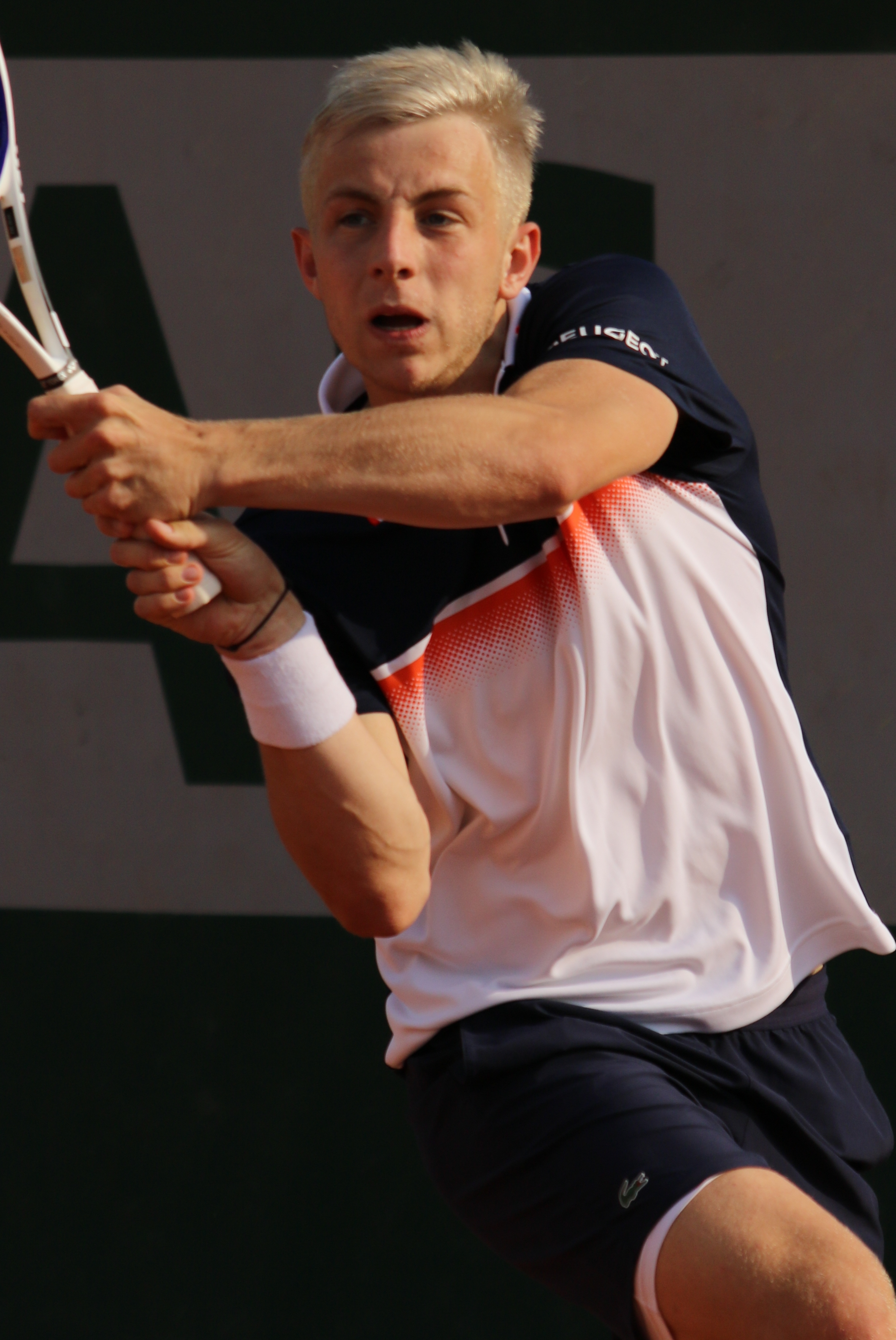
Tallon Griekspoor al Roland Garros 2019

Nel febbraio 2019 debutta nella squadra olandese di Coppa Davis in occasione del confronto vinto 3–1 contro la Repubblica Ceca e viene sconfitto da Jiri Vesely. Con una nuova wild card prende parte all'ATP di Rotterdam e sconfigge al primo turno il numero 11 del mondo Karen Khachanov, prima di uscire al turno successivo. Viene battuto a maggio nella finale di doppio al Challenger di Ostrava e a luglio nella finale in singolare del Challenger di Tampere. Sfiora la qualificazione agli US Open facendosi rimontare da Marco Trungelliti il primo set vinto nell'incontro decisivo. A settembre conquista il Challenger di Banja Luka sconfiggendo Sumit Nagal in due set e porta il suo best ranking alla 161ª posizione.

### 2020, esordio nel Grande Slam e top 150
Eliminato in precedenza per sei volte nelle qualificazioni dei tornei del Grande Slam, nel gennaio 2020 le supera per la prima volta all'Australian Open e al suo primo incontro nel tabellone principale viene eliminato da Taylor Fritz in tre set. È l'unico risultato di rilievo nella prima parte della stagione, che si chiude a marzo con la lunga pausa del tennis mondiale a causa della pandemia di COVID-19. Rientra ad agosto e a fine mese perde la finale al Challenger di Praga contro Aslan Karacev. Continua a progredire in classifica la settimana dopo con la semifinale raggiunta all'Ostrava Open Challenger e sale alla 138ª posizione. In novembre fa la sua seconda apparizione in Coppa Davis e viene sconfitto da Andy Murray al tie-break del set decisivo.

### 2021, 8 titoli Challenger e 64º nel ranking
Eliminato nelle qualificazioni degli Australian Open, il primo risultato importante del 2021 arriva in febbraio all'ATP di Montpellier, dove supera le qualificazioni e raggiunge il secondo turno a spese del nº 78 ATP Marcos Giron. Anche al successivo ATP 500 di Acapulco supera le qualificazioni ed esce di scena al secondo turno. In maggio torna a vincere un torneo Challenger superando in tre set Oscar Otte nella finale di Praga e sale al 130º posto nel ranking. Nel periodo che segue si afferma come protagonista nel circuito Challenger e con i suoi successi continua a migliorare la classifica. In giugno si aggiudica il Bratislava Open con la vittoria su Sebastián Báez e a fine mese esce al primo turno al suo esordio assoluto a Wimbledon dopo aver superato le qualificazioni. A luglio sconfigge Botic van de Zandschulp nella finale di Amersfoort e raggiunge la 105ª posizione mondiale. Entra nel tabellone principale degli US Open senza passare per le qualificazioni e vince il primo incontro in una prova degli Slam eliminando al quinto set il nº 52 ATP Jan-Lennard Struff, al secondo turno Novak Đoković gli concede solo sette giochi.
Alla sua quarta esperienza in Coppa Davis, a settembre vince il suo primo match sconfiggendo Martin Cuevas e contribuendo al successo per 4–0 degli olandesi sull'Uruguay. Vince le finali dei successivi cinque tornei Challenger consecutivi a Murcia, Napoli, Ercolano, Tenerife e Bratislava, imponendosi rispettivamente su Roberto Carballés Baena, Andrea Pellegrino, Alexander Ritschard, Feliciano López e Zsombor Piros; già con il successo a Ercolano entra per la prima volta nella top 100, all'89ª posizione, e una settimana dopo il successo a Bratislava si porta alla 64ª. Raggiunge così la cifra record di otto titoli Challenger vinti in singolare in una sola stagione, il record precedente era di sei titoli e apparteneva a pari merito a Younes El Aynaoui - che l'aveva stabilito nel 1998 - Juan Ignacio Chela (nel 2001), Facundo Bagnis (nel 2016) e Benjamin Bonzi (nel 2021). Chiude la stagione in novembre con 26 vittorie consecutive.

### 2022, top 50 in singolare e primo titolo ATP in doppio
Fa il suo esordio stagionale raggiungendo per la prima volta i quarti di finale in un torneo ATP a Melbourne con le vittorie su Dominik Koepfer e Alexei Popyrin, e un infortunio al piede lo costringe a dare forfait prima della sfida nei quarti contro Rafael Nadal; a fine torneo sale al 62º posto mondiale, nuovo best ranking. Vince il suo primo incontro in carriera agli Australian Open infliggendo una pesante sconfitta a Fabio Fognini e al secondo turno perde al quinto set contro la testa di serie nº 19 Pablo Carreño Busta. Continua l'ascesa nel ranking con il secondo turno raggiunto all'ATP 500 di Rotterdam, dove viene sconfitto da Fucsovics dopo aver eliminato il nº 14 del mondo Karacev; a fine febbraio sale al 54º posto mondiale. Vince solo tre dei successivi nove incontri, il primo nella sfida di Coppa Davis in cui i Paesi Bassi eliminano il Canada per 4–1 e gli altri due nelle qualificazioni agli Internazionali d'Italia. Dopo sei eliminazioni al primo turno, torna a vincere nel circuito ATP a Ginevra battendo Tommy Paul e Johan Nikles, e cede nei quarti di finale al terzo set contro Reilly Opelka.
Continua a progredire in classifica con i secondi turni raggiunti al Roland Garros, a 's-Hertogenbosch e ad Halle e i quarti di finale a Maiorca. Dopo la sconfitta subita contro Carlos Alcaraz al secondo turno a Wimbledon entra per la prima volta nella top 50, al 47º posto. Concede solo tre giochi a Roberto Carballés Baena nella finale del successivo Challenger di Amersfoort. Al successivo ATP 500 di Amburgo supera Holger Rune ed esce al secondo turno per mano di Borna Ćorić, la settimana dopo sale al 44º posto del ranking. Torna a giocare dopo oltre un mese nella trasferta americana sul cemento e non va oltre il secondo turno di Winston-Salem. Eliminato al primo incontro agli US Open, vince due dei tre singolari giocati nella fase a gruppi delle finali di Coppa Davis e i Paesi Bassi accedono ai quarti. Ha quindi inizio una serie di sconfitte al primo turno in singolare con cui perde molte posizioni nel ranking. A ottobre vince il primo titolo ATP in carriera nel torneo di doppio ad Anversa, dove gioca con Botic van de Zandschulp e sconfiggono in finale Rohan Bopanna / Matwe Middelkoop in tre set.

### 2023, primi 2 titoli ATP e 21º del ranking in singolare
All'esordio stagionale vince il primo titolo ATP in singolare in carriera a Pune, elimina tra gli altri Marin Čilić e sconfigge in finale Benjamin Bonzi per 4–6, 7–5, 6–3. Si spinge per la prima volta al terzo turno di uno Slam agli Australian Open grazie al successo su van de Zandschulp. All'ATP 500 di Rotterdam supera il nº 17 del mondo Alexander Zverev, viene eliminato in semifinale da Jannik Sinner e a fine torneo porta il best ranking al 40º posto. Ad aprile sale al 34º dopo il terzo turno raggiunto all'Indian Wells Masters e i quarti di finale disputati a Marrakech. Al secondo turno del Roland Garros viene sconfitto in rimonta al quinto set dal nº 14 del mondo Hubert Hurkacz. A giugno si aggiudica sull'erba di 's-Hertogenbosch il suo secondo titolo ATP, elimina nei quarti il nº 18 ATP Alex de Minaur e supera in finale Jordan Thompson con il punteggio di 6–7, 7–6, 6–3, risultato con cui porta il miglior ranking alla 29ª posizione mondiale. Migliora anche la classifica di doppio raggiungendo i quarti nello stesso torneo in coppia con Robin Haase.
Si spinge fino ai quarti ad Halle e viene sconfitto da Andrej Rublëv dopo aver eliminato il nº 17 ATP Hubert Hurkacz. Non supera il primo turno in singolare a Wimbledon, mentre nel torneo di doppio entra nel tabellone con Bart Stevens come alternate per l'indisposizione di Nick Kyrgios, all'esordio sconfiggono a sorpresa le teste di serie nº 3 Rajeev Ram / Joe Salisbury, e dopo i successi su Bolelli / Vavassori e Melo / Peers vengono eliminati nei quarti da Bopanna / Ebden in 3 set. A fine torneo sale alla 106ª posizione mondiale di doppio. Inizia la trasferta americana a Washington e raggiunge la sua prima finale in un torneo ATP 500, in semifinale sconfigge in rimonta il nº 9 del mondo Taylor Fritz – nella sua prima vittoria contro un top 10 – viene sconfitto da Daniel Evans con il punteggio di 5–7, 3–6. Dopo il terzo turno raggiunto a Winston-Salem sale al 24º posto mondiale.
Non raccoglie altri risultati positivi in singolare nella trasferta americana, mentre in doppio raggiunge il terzo turno agli US Open assieme a Thanasi Kokkinakis e porta il miglior ranking all'86ª posizione. Nella fase a giorni delle finali di Coppa Davis vince due dei tre singolari disputati, tra cui quello contro il nº 11 ATP Frances Tiafoe, contribuendo all'accesso ai quarti dei Paesi Bassi. Nel finale di stagione raggiunge i quarti all'ATP 500 di Basilea – dopo aver eliminato Alex de Minaur – e il terzo turno al Paris Masters; viene sconfitto nel set decisivo rispettivamente da Hubert Hurkacz e Djokovic e sale al 21º posto mondiale. Nei quarti di finale di Davis persi contro l'Italia cede in due set a Jannik Sinner.

### 2024, un titolo ATP e 61º del ranking in doppio, finale di Coppa Davis
Si ferma di nuovo al terzo turno agli Australian Open, sconfitto dal nº 122 ATP Arthur Cazaux dopo aver superato i top 40 Roman Safiullin e Arthur Fils. Al Rotterdam Open elimina Lorenzo Musetti, il nº 8 del ranking Hubert Hurkacz ed Emil Ruusuvuori e perde la semifinale contro Sinner. A inizio marzo trionfa in doppio all'ATP 500 di Dubai, dove in coppia con Jan-Lennard Struff ha la meglio in tre set su Ivan Dodig / Austin Krajicek in finale. Il risultato gli vale il nuovo best ranking al 63º posto, a giugno salirà al 61º nonostante abbia perso tutti gli incontri disputati in doppio dopo Dubai. Viene sconfitto al terzo turno all'Indian Wells Open da Alexander Zverev e al Miami Open ancora dal futuro vincitore Sinner, al quale strappa un set, e sarà l'unico set perso dall'italiano in tutto il torneo. Eliminato in tre set al secondo turno a Monte Carlo da de Minaur, a Madrid supera il nº 12 del mondo Holger Rune e cede negli ottavi ad Andrey Rublev. Sconfitto nei quarti al Geneva Open, al terzo turno del Roland Garros perde al tie break del set decisivo contro il nº 4 mondiale Zverev; esce al terzo turno anche in doppio e porta il miglior ranking al 61º posto.
Cede in semifinale a Sebastian Korda sull'erba del Rosmalen Open e non supera il secondo turno nei tornei successivi, tra cui quelli a Wimbledon e alle Olimpiadi di Parigi, dove viene eliminato al secondo turno anche in doppio. Non supera il terzo turno agli US Open, mentre nella fase a gruppi delle Finals di Coppa Davis vince uno dei tre singolari disputati e gli olandesi passano ai quarti grazie al quoziente set. Sconfitto al tie-break decisivo da Zverev al terzo turno dello Shanghai Masters, allo Stockholm Open raggiunge la semifinale sconfiggendo il nº 8 del mondo Casper Ruud e cede in tre set a Grigor Dimitrov; esce in semifinale anche in doppio assieme a Stevens. Nonostante la sconfitta subita contro Alcaraz nei quarti di Coppa Davis, i Paesi Bassi eliminano la Spagna. Nella vittoriosa semifinale contro la Germania ha la meglio su Jan-Lennard Struff, mentre in finale perde contro Sinner ed è l'Italia a vincere il trofeo.

### 2025, una finale in singolare e una in doppio
All'esordio stagionale viene sconfitto da Hubert Hurkacz al primo turno degli Australian Open. Al successivo Open Sud de France perde assieme a Bart Stevens la finale tutta olandese contro Robin Haase / Botic van de Zandschulp, mentre viene eliminato nei quarti in singolare da Jesper de Jong. Torna a mettersi in luce ai Dubai Tennis Championships con i successi su Ugo Humbert e sul nº 6 del mondo Daniil Medvedev, prima di perdere in semifinale contro il vincitore del torneo Stefanos Tsitsipas. All'Indian Wells Open sconfigge nel tie-break decisivo il nº 2 del mondo Zverev ed esce nei quarti per mano di Rune; nel torneo di doppio perde in semifinale. Arriva in finale al Grand Prix Hassan II e cede dopo due tie break a Luciano Darderi. Perde nei quarti contro Zverev all'ATP 500 di Monaco di Baviera e si ritira durante il match di quarto turno al Roland Garros.
Rientra in campo dopo tre settimane e vince il titolo all'ATP 250 sull'erba dei Mallorca Championships, non perde alcun set in tutto il torneo, in semifinale ha la meglio sul top 30 Felix Auger-Aliassime e nell'incontro che assegna il titolo sconfigge Corentin Moutet.

## Statistiche
Aggiornate al 28 giugno 2025.

### Singolare

#### Vittorie (3)
| Legenda              |
| Grande Slam (0)      |
| ATP Finals (0)       |
| ATP Masters 1000 (0) |
| ATP Tour 500 (0)     |
| ATP Tour 250 (3)     |

| N. | Data           | Torneo                          | Superficie | Avversario in finale | Punteggio           |
| 1. | 7 gennaio 2023 | Maharashtra Open, Pune          | Cemento    | Benjamin Bonzi       | 4–6, 7–5, 6–3       |
| 2. | 18 giugno 2023 | Rosmalen Open, 's-Hertogenbosch | Erba       | Jordan Thompson      | 6(4)–7, 7–6(3), 6–3 |
| 3. | 28 giugno 2025 | Mallorca Championships, Calvià  | Erba       | Corentin Moutet      | 7–5, 7–6(3)         |

#### Finali perse (2)
| Legenda              |
| Grande Slam (0)      |
| ATP Finals (0)       |
| ATP Masters 1000 (0) |
| ATP Tour 500 (1)     |
| ATP Tour 250 (1)     |

| N. | Data          | Torneo                          | Superficie  | Avversario in finale | Punteggio      |
| 1. | 6 agosto 2023 | Washington Open, Washington     | Cemento     | Daniel Evans         | 5–7, 3–6       |
| 2. | 6 aprile 2025 | Grand Prix Hassan II, Marrakech | Terra rossa | Luciano Darderi      | 6(3)–7, 6(4)–7 |

### Doppio

#### Vittorie (2)
| Legenda              |
| Grande Slam (0)      |
| ATP Finals (0)       |
| ATP Masters 1000 (0) |
| ATP Tour 500 (1)     |
| ATP Tour 250 (1)     |

| N. | Data            | Torneo                            | Superficie  | Compagno                | Avversari in finale            | Punteggio        |
| 1. | 23 ottobre 2022 | European Open, Anversa            | Cemento (i) | Botic van de Zandschulp | Rohan Bopanna Matwé Middelkoop | 3–6, 6–3, [10–5] |
| 2. | 2 marzo 2024    | Dubai Tennis Championships, Dubai | Cemento     | Jan-Lennard Struff      | Ivan Dodig Austin Krajicek     | 6–4, 4–6, [10–6] |

#### Finali perse (1)
| Legenda              |
| Grande Slam (0)      |
| ATP Finals (0)       |
| ATP Masters 1000 (0) |
| ATP Tour 500 (0)     |
| ATP Tour 250 (1)     |

| N. | Data            | Torneo                          | Superficie  | Compagno     | Avversari in finale                 | Punteggio           |
| 1. | 2 febbraio 2025 | Open Sud de France, Montpellier | Cemento (i) | Bart Stevens | Robin Haase Botic van de Zandschulp | 7–6(7), 3–6, [5–10] |

### Tornei minori

#### Singolare

##### Vittorie (18)
| Legenda tornei minori |
| Challenger (11)       |
| Futures (7)           |

| N.  | Data              | Torneo                            | Superficie  | Avversario in finale    | Punteggio     |
| 1.  | 21 agosto 2016    | Belgium F10, Koksijde             | Terra rossa | Thomas Brechemier       | 7–5, 7–6(4)   |
| 2.  | 30 ottobre 2016   | Turkey F43                        | Cemento     | Dimitar Kuzmanov        | 6–4, 6–4      |
| 3.  | 26 marzo 2017     | Bahrain F1, Manama                | Cemento     | Michal Konecny          | 6–4, 6–4      |
| 4.  | 2 ottobre 2017    | Sweden F3, Jönköping              | Cemento     | Dzmitry Zhyrmont        | 7–6(5), 6–4   |
| 5.  | 8 ottobre 2017    | Sweden F4, Falun                  | Cemento (i) | Jürgen Zopp             | 6–4, 6–1      |
| 6.  | 29 ottobre 2017   | Greece F6, Candia                 | Cemento     | Matteo Viola            | 7–6(4), 6–4   |
| 7.  | 12 novembre 2017  | Greece F8, Candia                 | Cemento     | Carlos Gómez-Herrera    | 6–4, 6–2      |
| 8.  | 29 luglio 2018    | Tampere Open, Tampere             | Terra rossa | Juan Ignacio Londero    | 6–3, 2–6, 6–3 |
| 9.  | 15 settembre 2019 | Banja Luka Challenger, Banja Luka | Terra rossa | Sumit Nagal             | 6–2, 6–3      |
| 10. | 9 maggio 2021     | I. ČLTK Prague Open, Praga        | Terra rossa | Oscar Otte              | 5–7, 6–4, 6–4 |
| 11. | 13 giugno 2021    | Bratislava Open, Bratislava       | Terra rossa | Sebastián Báez          | 7–6(6), 6–3   |
| 12. | 18 luglio 2021    | Dutch Open, Amersfoort            | Terra rossa | Botic van de Zandschulp | 6–1, 3–6, 6–1 |
| 13. | 3 ottobre 2021    | Murcia Open, Murcia               | Terra rossa | Roberto Carballés Baena | 3–6, 7–5, 6–3 |
| 14. | 10 ottobre 2021   | Tennis Napoli Cup, Napoli         | Terra rossa | Andrea Pellegrino       | 6–3, 6–2      |
| 15. | 17 ottobre 2021   | Vesuvio Cup, Ercolano             | Terra rossa | Alexander Ritschard     | 6–3, 6–2      |
| 16. | 7 novembre 2021   | Tenerife Challenger, Tenerife     | Cemento     | Feliciano López         | 6–4, 6–4      |
| 17. | 14 novembre 2021  | Slovak Open, Bratislava           | Cemento (i) | Zsombor Piros           | 6–3, 6–2      |
| 18. | 17 luglio 2022    | Dutch Open, Amersfoort            | Terra rossa | Roberto Carballés Baena | 6-1, 6-2      |

##### Finali perse (8)
| Legenda tornei minori |
| Challenger (2)        |
| Futures (6)           |

| N. | Data            | Torneo                    | Superficie  | Avversario in finale  | Punteggio        |
| 1. | 9 agosto 2015   | Finland F1, Vierumaki     | Terra rossa | Alexander Vasilenko   | 6(9)–7, 6(4)–7   |
| 2. | 11 ottobre 2015 | Tunisia F26, El Kantaoui  | Cemento     | Roberto Ortega-Olmedo | 1–6, 2–6         |
| 3. | 14 agosto 2016  | M15 Hyvinkaa 02, Hyvinkaa | Terra rossa | Ivan Nedelko          | 1–6, 6–4, 6(6)–7 |
| 4. | 23 ottobre 2016 | Turkey F42, Adalia        | Cemento     | Artem Smyrnov         | 7–5, 4–6, 2–6    |
| 5. | 22 gennaio 2017 | Turkey F2, Adalia         | Cemento     | Alexandar Lazov       | 4–6, 6–2, 6(5)–7 |
| 6. | 29 gennaio 2017 | Turkey F3, Adalia         | Cemento     | Cem İlkel             | 4–6, 0–1 Ret'd   |
| 7. | 28 luglio 2019  | Tampere Open, Tampere     | Terra rossa | Mikael Ymer           | 3–6, 7–5, 3–6    |
| 8. | 30 agosto 2020  | Prague Open II, Praga     | Terra rossa | Aslan Karacev         | 4–6, 6(6)–7      |

#### Doppio

##### Vittorie (7)
| Legenda tornei minori |
| Challenger (0)        |
| Futures (7)           |

##### Finali perse (9)
| Legenda tornei minori |
| Challenger (2)        |
| Futures (7)           |

| N. | Data           | Torneo                       | Superficie  | Compagno          | Avversari in finale             | Punteggio         |
| 1. | 31 luglio 2016 | The Hague Open, Scheveningen | Terra rossa | Tim van Rijthoven | Wesley Koolhof Matwé Middelkoop | 1–6, 6–3, [11–13] |
| 2. | 5 maggio 2019  | Ostrava Open, Ostrava        | Terra rossa | Thiemo de Bakker  | Luca Margaroli Filip Polášek    | 4–6, 6–2, [8–10]  |

## Vittorie contro giocatori top 10
| Anno     | 2015 2022 | 2023 | 2024 | 2025 | Totale |
| -------- | --------- | ---- | ---- | ---- | ------ |
| Vittorie | 0         | 1    | 2    | 2    | 5      |

| N.   | Giocatore        | Rank | Torneo                            | Superficie  | Turno | Punteggio              |
| ---- | ---------------- | ---- | --------------------------------- | ----------- | ----- | ---------------------- |
| 2023 |                  |      |                                   |             |       |                        |
| 1.   | Taylor Fritz     | 9    | Washington Open, Washington       | Cemento     | SF    | 3–6, 6–3, 6–2          |
| 2024 |                  |      |                                   |             |       |                        |
| 2.   | Hubert Hurkacz   | 8    | Rotterdam Open, Rotterdam         | Cemento (i) | 2T    | 6(5)–7, 7–6(5), 7–6(4) |
| 3.   | Casper Ruud      | 8    | Stockholm Open, Stoccolma         | Cemento (i) | QF    | 7–5, 7–6(5)            |
| 2024 |                  |      |                                   |             |       |                        |
| 4.   | Daniil Medvedev  | 6    | Dubai Tennis Championships, Dubai | Cemento     | QF    | 2–6, 7–6(7), 7–5       |
| 5.   | Alexander Zverev | 2    | Indian Wells Open, Indian Wells   | Cemento     | 2T    | 4–6, 7–6(5), 7–6(4)    |